# Čitluk (Herzégovine-Neretva)
Pour les articles homonymes, voir Čitluk.
Čitluk  (en cyrillique : Читлук) est une ville et une municipalité de Bosnie-Herzégovine située dans le canton d'Herzégovine-Neretva et dans la fédération de Bosnie-et-Herzégovine. Selon les premiers résultats du recensement bosnien de 2013, la ville intra muros compte 3 377 habitants et la municipalité 18 552.

## Géographie
La municipalité de Čitluk s'étend parallèlement à la vallée encaissée de la Neretva. Au sud se trouve le mont Crnica.
Elle est bordée par la municipalité de Široki Brijeg au nord, par celle de Mostar au nord-est, par celle de Čapljina au sud et au sud-est et par celle de Ljubuški au sud-ouest.

## Localités

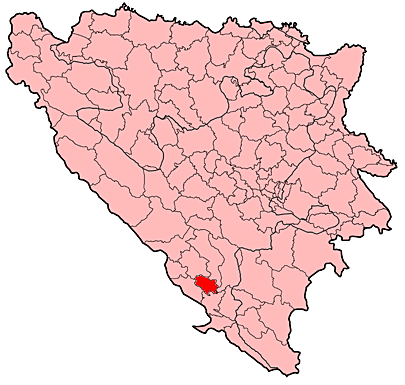
Localisation de la municipalité de Čitluk en Bosnie-Herzégovine

La municipalité de Čitluk compte 21 localités :
| - Bijakovići - Biletići - Blatnica - Blizanci - Čalići - Čerin - Čitluk - Dobro Selo - Dragičina - Gradnići - Hamzići | - Krehin Gradac - Krućevići - Mali Ograđenik - Medjugorje - Paoča - Potpolje - Služanj - Tepčići - Veliki Ograđenik - Vionica |

## Démographie

### Villeintra muros

#### Évolution historique de la population dans la villeintra muros
| 1948 | 1953 | 1961  | 1971  | 1981  | 1991  | 2013  |
| ---- | ---- | ----- | ----- | ----- | ----- | ----- |
| -    | -    | 1 503 | 1 665 | 2 077 | 2 616 | 3 377 |

|  |

### Municipalité

#### Évolution historique de la population dans la municipalité
| 1961   | 1971   | 1981   | 1991   | 2013   |
| ------ | ------ | ------ | ------ | ------ |
| 14 278 | 15 359 | 14 101 | 15 083 | 18 552 |

#### Répartition de la population par nationalités dans la municipalité (1991)
En 1991, sur un total de 15 083 habitants, la population se répartissait de la manière suivante :

## Politique
À la suite des élections locales de 2012, les 25 sièges de l'assemblée municipale se répartissaient de la manière suivante :
| Parti                                                              | Sièges |
| ------------------------------------------------------------------ | ------ |
| Union démocratique croate de Bosnie-Herzégovine (HDZ BiH)          | 14     |
| Union chrétienne-démocrate croate de Bosnie-Herzégovine (HKDU BiH) | 7      |
| Union démocratique croate 1990 (HDZ 1990)                          | 2      |
| Parti croate du Droit de Bosnie-Herzégovine (HSP BiH)              | 2      |

Ivo Jerkić, membre de l'Union démocratique croate de Bosnie et Herzégovine (HDZ BiH), a été réélu maire de la municipalité,.

## Tourisme
À quelques kilomètres au sud de Čitluk se trouve la ville de Medjugorje ; réputée pour ses prétendues apparitions mariales, elle attire plusieurs millions de visiteurs par an, ce qui en fait le lieu le plus fréquenté de Bosnie Herzégovine.

## Personnalités
- Mate Bulić
- Zoran Planinić, joueur de basket-ball
- Bariša Krasić
- Franjo Arapović, joueur de basket-ball
- Šimun Šito Ćorić
- Ferdinand Zovko
- Šima Krasić
- Stjepan Krasić
- Marin Čilić, joueur de tennis